# 伊藤綾汰
伊藤 綾汰（いとう りょうた、2000年5月3日 - ）は、宮城県仙台市出身のサッカー選手。ポジションはミッドフィルダー (MF)。Jリーグ・高知ユナイテッドSC所属。

## 経歴
ベガルタ仙台ジュニア、ジュニアユース出身。
高校は福島の尚志高校に進学。高校3年生の時に第97回全国高等学校サッカー選手権大会にエースナンバーの『10番』として出場し、尚志高校がベスト4に進出したときのメンバーで、この大会の優秀選手に選ばれた。
大学は法政大学に進学し、2019年にソニー仙台FCに加入した。
2023年はリーグ戦全28試合出場。2024年は26試合出場し、主力としてプレーをした。
2024年末でソニー仙台FCが活動停止となり、引退してソニーで社業専念か現役続行かで決断が迫られていたが、その後J3に加盟した高知ユナイテッドSCからオファーを受け、2025年1月14日に高知ユナイテッドSCへの加入が発表された。
2025年2月16日、J3リーグ開幕戦の栃木SC戦でJリーグ初出場を果たした。

## 所属クラブ
- 古城SSS
- ベガルタ仙台ジュニア[8]
- ベガルタ仙台ジュニアユース[8]
- 尚志高校
- 法政大学
- 2023年 - 2024年  ソニー仙台FC
- 2025年 -  高知ユナイテッドSC

## 個人成績
| 国内大会個人成績 | 国内大会個人成績 | 国内大会個人成績 | 国内大会個人成績 | 国内大会個人成績 | 国内大会個人成績 | 国内大会個人成績 | 国内大会個人成績 | 国内大会個人成績 | 国内大会個人成績 | 国内大会個人成績 | 国内大会個人成績 |
| 年度             | クラブ           | 背番号           | リーグ           | リーグ戦         | リーグ戦         | リーグ杯         | リーグ杯         | オープン杯       | オープン杯       | 期間通算         | 期間通算         |
| 年度             | クラブ           | 背番号           | リーグ           | 出場             | 得点             | 出場             | 得点             | 出場             | 得点             | 出場             | 得点             |
| 日本             | 日本             | 日本             | 日本             | リーグ戦         | リーグ戦         | リーグ杯         | リーグ杯         | 天皇杯           | 天皇杯           | 期間通算         | 期間通算         |
| ---------------- | ---------------- | ---------------- | ---------------- | ---------------- | ---------------- | ---------------- | ---------------- | ---------------- | ---------------- | ---------------- | ---------------- |
| 2023             | S仙台            | 17               | JFL              | 28               | 2                | -                | -                | 2                | 1                | 30               | 3                |
| 2024             | S仙台            | 8                | JFL              | 26               | 4                | -                | -                | 2                | 1                | 28               | 5                |
| 2025             | 高知             | 17               | J3               |                  |                  |                  |                  |                  |                  |                  |                  |
| 通算             | 日本             | 日本             | J3               |                  |                  |                  |                  |                  |                  |                  |                  |
| 通算             | 日本             | 日本             | JFL              | 54               | 6                | -                | -                | 4                | 2                | 58               | 8                |
| 総通算           | 総通算           | 総通算           | 総通算           | 54               | 6                | -                | -                | 4                | 2                | 58               | 8                |

出場歴
- Jリーグ初出場 2025年2月16日 J3第1節 栃木SC戦（カンセキスタジアムとちぎ）

## タイトル
個人
- 全国高校サッカー選手権：優秀選手（2019年）